# 拉洛萨
拉洛萨，是西班牙卡斯蒂利亚-莱昂塞戈维亚省的一个市镇。 总面积28平方公里，总人口393人（2001年），人口密度14人/平方公里。